# أحمد راتب
أحمد راتب (23 يناير 1949 - 14 ديسمبر 2016)، ممثل مصري. كان من أكثر الممثلين نشاطًا وحضورًا حيث قدم أكثر من 510 عملاً ما بين مسرح وتلفزيون وسينما مما جعله ضمن الفنانين الخمسة الأكثر تمثيلاً في تاريخ السينما والتلفزيون المصري على الإطلاق.

## حياته الفنية
بدأ مشواره الفني وهو طفل حيث كان يمارس التمثيل في المدرسة، وقد نمت موهبته بالتمثيل عندما التحق بفرقة التمثيل بالجامعة أثناء دراسته بكلية الهندسة، ثم التحق بمعهد الفنون المسرحية وحصل على بكالوريوس المعهد العالي للفنون المسرحية، وكانت بدايته بالتلفزيون، ثم عمل بمسرح الطليعة والسينما. اتسم أداؤه بالبساطة وعدم التكلف. اشتهر بأداء الأدوار الكوميدية.
نال جائزة مهرجان الإذاعة والتليفزيون عن مسلسل أم كلثوم. شارك في أعمال الفنان عادل إمام. واستطاع أن يؤدي أدواراً جيدة.
شكّل قاسماً مشتركا لمعظم أفلام الشباب الحديثة، ويعد الفنان أحمد راتب من أبرع الفنانين الذين أدّوا الأدوار الهزلية اللاذعة للمجتمع، كانت آخر أعماله السينمائية فوبيا  الذي انتهى من تصويره بالكامل وعرض عام 2017.

## الحياة الشخصية
متزوج من ابنة خاله «فيرا يوسف» وله ثلاث بنات منها هن: لمياء ولبنى ولميس.

## وفاته
رحل صباح يوم الأربعاء 14 ديسمبر 2016، الفنان أحمد راتب عن عمر يناهز 67 عامًا، بعد تعرضه لأزمة قلبية حادة، يذكر أن الفنان الراحل قد دخل (في وقت سابق) أحد المستشفيات الخاصة بالمهندسين، بعد إصابته بضيق في التنفس.

## الأعمال

### الأفلام
| 1. ضغط عالي 2019 2. جواب اعتقال 2017 3. فوبيا 2017 4. مولانا 2017 5. نوارة 2015 6. مستر أند مسز عويس 2012.اللواء/مراد 7. قلب بريء 2011. 8. فاصل ونعود 2011.الجد 9. نزلة السمان 2011.ممثل 10. ولاد البلد 2010 11. محترم إلا ربع 2010.عادل نصحي 12. عسل إسود 2010.لواء الشرطة 13. زهايمر 2010.شافعي صديق محمود 14. المشتبه 2009 15. عزبة آدم 2009.القرش - ضيف شرف 16. بدون رقابة 2009. 17. نمس بوند 2008.رئيس المباحث 18. مفيش فايدة 2008 19. رامي الاعتصامي 2008 20. أبو رياض مين قدو 2008 21. المش مهندس حسن 2008.د.طاهر 22. بوشكاش 2008 23. كابتن هيما 2008.ملاك 24. ألوان السما السبعة 2007.عناني 25. الأولة في الغرام 2007.مولانا 26. البلياتشو 2007.راضي الصغير 27. خليج نعمة 2007.شيخ جميع 28. أنا مش معاهم 2007.شكري 29. في شقة مصر الجديدة 2007.عيد ميلاد 30. عمارة يعقوبيان 2006.فنوس خادم ذكي الدسوقي 31. مطب صناعي 2006.والد ميمي 32. واحد من الناس 2006.سليم المحامي 33. 1/8 دستة أشرار 2006.ضيف شرف 34. عودة الندلة 2006 35. معلش إحنا بنتبهدل 2005.ضابط شرطة 36. السفارة في العمارة 2005.المحامي 37. الحاسة السابعة 2005.العراف 38. الحياة منتهى اللذة 2005 39. بنات وسط البلد 2005.والد جومانا 40. صايع بحر 2004 41. التجربة الدنماركية 2003.شكري السيد مدير مكتب وسكرتير قدري 42. من نظرة عين 2003.إبراهيم 43. جحيم تحت الأرض 2001 44. فل الفل 2000 45. الفرح 2009.ثروت | 1. الجردل والكنكة 1997 2. خيال العاشق 1997.عفيفي 3. طيور الظلام 1995.محسن صديق فتحي 4. بخيت وعديلة 1995.نزيه 5. أحلى من الشرف مفيش 1994.عُكاشة 6. رغبات 1994 7. الحقيقة إسمها سالم 1994.سامح صديق أيمن 8. الإرهابي 1994الأخ سيف زعيم الحركة الإسلامية 9. زيارة السيد الرئيس 1994.الدكتور 10. جدعان الحلمية 1994.بدوي 11. هي والعملاق 1993.الكبير 12. المنسي 1993 13. الراقصة والشيطان 1992.حمودة 14. غرام وانتقام بالساطور 1992 15. المشاغبون في البحرية 1992.حسين أبو المعاطي 16. الإرهاب والكباب 1992.شلبي 17. يا مهلبية يا 1991 18. مصرع الذئاب 1991 19. تحت الربع 1991 20. العودة والعصفور 1991 21. اللعب مع الكبار 1991.الدبلوماسي العربي 22. ليل وخونة 1990 23. جزيرة الشيطان 1990.بيبرس 24. ثلاثة على واحد 1990 25. خميس يغزو القاهرة 1990.علوبه بيه 26. جريمة إلا ربع 1990.ضيف شرف -مصطفى المقاول الجشع 27. أبناء على الطريق 1990 28. سكر بولاق 1989 29. رحلة المشاغبين 1988 30. الفلوس والوحوش 1988.توفيق 31. نهر الخوف 1988.عادل 32. ليلة في شهر 7 1988 33. ليلة القبض على بكيزة وزغلول 1988.سامي - سام 34. الدنيا على جناح يمامة 1988 35. بنت من ذهب 1988 36. الدنيا جرى فيها إيه 1988 37. طالع النخل 1988 38. الدرجة الثالثة 1988 39. الاتهام 1987 40. شاهد إثبات 1987.الصحفي مجدي 41. النظرة الأخيرة 1987.حميد 42. وصية رجل مجنون 1987 43. امرأة من نار 1987.سيد السباك 44. جواز مع سبق الإصرار 1987 | 1. أجراس الخطر 1986 2. الكومندان 1986 3. للحب قصة أخيرة 1986.صالح 4. البريء 1986.أحد المسجاين 5. الزيارة الاخيرة 1986.فوزي 6. الحب فوق هضبة الهرم 1986.أبو العزم صديق علي 7. المخبر 1986 8. الزواج والصيف 1985.جبروني 9. إنقاذ ما يمكن إنقاذه 1985 10. علي بيه مظهر و 40 حرامي 1985 11. آخر الرجال المحترمين 1984.يوسف 12. شقة الأستاذ حسن 1984 13. واحدة بواحدة 1984.علي عبد الزاهر 14. يارب ولد 1984.عيسوي 15. أنا اللي قتلت الحنش 1984.البرنس 16. إللي خد حاجة يرجعها 1984.خميس 17. حتى لا يطير الدخان 1984.عوض 18. الثعلب والعنب 1984.صاحب شركة الإعلانات 19. بيت القاصرات 1984 20. التخشيبة 1984 21. جبابرة الميناء 1984 22. نص أرنب 1983 23. ولا من شاف ولا من درى 1983.مراد زميل مرسي 24. المتسول 1983.سكرتير فايق بيه 25. السادة المرتشون 1983 26. على باب الوزير 1982.عزوز 27. للفقيد الرحمة 1982 28. دعوة خاصة جدا 1982 29. وقيدت ضد مجهول 1981 30. انتخبوا الدكتور سليمان عبدالباسط 1981.زغلول الأرموطي 31. شعبان تحت الصفر 1980.السباك 32. العاشقة 1980 33. تحدي الأقوياء 1980 34. البيه صديقي 1980 35. قاتل ما قتلش حد 1979.خطيب صفاء 36. انتبهوا أيها السادة 1978.المدرس 37. نبتدي منين الحكاية 1976 38. مدينة الصمت 1973 39. وفيه 40. اللي حصل ده معقول.خلاف 41. ما حسابشي حسابه 42. خطة بعيدة المدى 43. عشش الترجمان 44. البيات الشتوي |

### المسلسلات
| - الأب الروحي 2016 - أستاذ ورئيس قسم 2015 - ذهاب وعودة 2015 - الوسواس 2015 - حب لا يموت 2015 - الداعية 2013 - مكان في القصر 2013 - الصقر شاهين 2013 - خرم إبرة 2012 ... إسماعيل - بنات في بنات 2012 - مع سبق الإصرار 2012 ... المستشار الطوبجي - ابن ليل 2012 ... الشيخ عرفة - عيلة عجب 2011 ... عجب الحجار - عنترة 2011 - الهاربة 2 2011 - الزناتي مجاهد 2011 ... ضيف شرف - أغلى من حياتي 2010 ... صلاح - نعيم في نعيم 2010 - الجماعة 2010 ... النحاس باشا - اللص والكتاب 2010 ... أنس الوجود - بابا نور 2010 ... رشيد الرشيدي - مش الف ليلة وليلة 2010 - سقوط الخلافة 2010 ... عمانويل - الخيول تنام واقفة 2009 ... جابر - أنا قلبي دليلي 2009 ... نجيب الريحاني - إن غاب القط 2009 - الهروب من الغرب 2009 - هالة والمستخبي 2009 - العودة إلى الحياة 2009 - الفنار 2008 - العائد 2008 - نسيم الروح 2008 ... عبدون - هاي سكول 2008 ... مستر كامل - الباشا 2008 - 7 شارع السعادة 2008 - طريق الخوف 2008 - لحظات حرجة ج1، ج2، ج3 2007,2010,2012 ... محمد حسين - أولاد الليل 2007 - حاسبوا منه 2007 | - عنترة 2007 ... الزبير - سفير النوايا الحسنة 2007 - الفريسة والصياد 2007 - نقطة نظام 2007 - مباراة زوجية 2006 - سكة الهلالي 2006 ... رضوان الكومي - حياتي أنت 2006 - أولاد الغالي 2006 - سارة[ ؟ ] 2005 - الشارد 2005 ... حسن - هدى شعراوي 2005 - علماء على طاولة الشطرنج 2005 - طائر الحب 2005 ... خالد شكري - راجعلك يا إسكندرية 2005 - المنادي 2005 ... إسماعيل - الإمام محمد عبده 2005 - بابا في تانية رابع 2004 - مصر الجديدة 2004 - الو رابع مرة 2004 ... سليمان - أبيض في أبيض 2004 - أبيض × أبيض 2003 - ديدي ودوللي 2002 ... حسين زوج دوللي - ألو رابع مرة 2002 - جحا المصري 2002 - زمن عماد الدين 2002 ... نجيب الريحاني - خيال الظل 2000 - القاهرة 2000 2000 - زي القمر 2000 - سامحوني ماكنش قصدي 2000 - أم كلثوم 1999 ... القصبجي - قط وفار 1998 - السيرة الهلالية ج1، ج2 1997، 1999 ... زعلوك - رياح الشرق 2000 ... ضيف الخان - الأبطال 1996 | - أسوار الظلم 1995 - شيء في صدري 1995 - فكرة بمليون جنيه 1994 - العائلة[ ؟ ] 1994 - وجار البحث عن شحتة 1994 - المال والبنون ج1، ج2، 1993,1995 ... سيد السحت - ابرياء في المصيده 1993 ... مطاوع - بوابة الحلواني 1992 ... سلامة الحلواني - سحور على مائدة أشعب 1991 - اللعبة المجنونة 1991 - رأفت الهجان)ج1، ج2 1990,1991 ... إيزاك بن عميتاي - مواقف ساخرة 1990 - ناس وناس ج1 1989 ... الكحيت - هي وغيرها 1988 - البشاير 1987 - عابر سبيل 1986 - غوايش 1986 - إنها مجنونة مجنونة 1985 ... ضابط البوليس - رفاعة الطهطاوي 1985 - هند والدكتور نعمان 1984 ... البرشومي (طالب ماجيستير) - غدا تتفتح الزهور 1984 - مسافرون 1983 - سبع صنايع 1981 - أيام لا تضيع 1980 - واهتزت الارض 1980 - جحا وبنات شهبندر التجار 1978 ... عباس - الليث بن سعد - الإمام الترمذي - ذو النون المصري - فرسان الله - ناس وناس ج2 - حكايات عم عبد التواب - ناس كده وكده - سيف اليقين |

### المسرحيات
| 1. ابنتي الجميلة 2011 2. أولاد الغضب والحب 2010 3. وطن الجنون 2009 4. كوكب ميكي 2009 5. الواد ضبش عامل لبش 2000 | 1. اعقل يا دكتور 2000 2. كتكوت في المصيدة 1999 3. الزعيم 1998.رستم 4. واختم بالعشرة 1994 5. أنا مين فيهم 1992 | 1. عفوا زوجتي العزيزة 1990 2. الملاحيس 1989 3. زيارة خاصة جدا 1989 4. أبو زيد 1989.عوضين (الزناتي) 5. عفوا يا هانم 1987 | 1. الزيارة انتهت 1983 2. سك على بناتك 1980.سامح 3. روحية اتخطفت 4. طرازان 5. أصل وخمسة | 1. المدرسين والدروس الخصوصية 2. جحا يحكم المدينة 3. أرنب وعقرب وفيل 4. الصغيرة 5. بشويش |

### سيت كوم
| 1. البنسيون 2012 2. حسين وتحسين 2009...حسين | 1. زيزو 900 2009 2. راجل وست ستات ج5 2009 | 1. ياسين في مستشفى المجانين 2009 2. شريف ونص ج1 2008...رشاد | 1. راسين في الحلال 2008 2. طعمية بالكافيار 2005 |

### أخرى
| - سهرة تلفزيونية= مؤلفة واقعية جدا - مسلسل إذاعي عبد الودود عبر الحدود - مسلسل إذاعي أميرة الحب والحرب (دور محمد التابعي) - جحا وحواديته... دراما إذاعية يومية 2015 - قصة حبي...مسلسل إذاعي 2010 | - ميمي عربيات...مسلسل إذاعي 2008...سيد زلموكة - فتفوتة...رسوم متحركة 2009... (تحت الإعداد) - عفاريت حسين الإمام...برنامج 2008...ضيف - الحلو ما يكملش...الفوازير 1996 - كذبة واحدة...تمثيلية 1992 | - السايس...فيلم قصير 1989 - جدو عبده زارع أرضه...الفوازير 1987 - عنبر 4...تمثيلية - مين سرق مين....... سهرة تلفزيونية | - الفضيحة... 1989...محمود - صاحب الجلالة الحب... 1978 - عباس وحكايته مع الناس....... - سواق التاكسي....... سهرة تلفزيونية |

## وصلات خارجية
- أحمد راتب على موقع IMDb (الإنجليزية)
- أحمد راتب على موقع الدهليز
- أحمد راتب على موقع قاعدة بيانات الأفلام العربية
- أحمد راتب على موقع قاعدة بيانات الفيلم (الإنجليزية)